# La Vie en miettes
La Vie en miettes est un téléfilm français réalisé par Denis Malleval adapté du roman La vie en miettes de Boileau-Narcejac de 1972 et diffusé le 7 juin 2011, le 9 février 2013 et le 3 novembre 2015 sur France 3, puis le 16 août 2018 et le 10 juin 2020 et 2 juin 2021 et le 8 mars 2023 et le 9 février 2024 sur Chérie 25.

## Synopsis
Ce n'est que depuis quelques mois que Jonathan (Bruno Debrandt) et Lucie Hopkins (Marie Denarnaud) sont mariés, et déjà tout part en vrille. Limite bipolaire, elle se refuse à lui, disparaît régulièrement pour aller voir sa sœur.
Lucie lui ment-elle ? Jonathan pense à divorcer. Entretemps, un notaire, maître Farelli (Christian Rauth), le contacte pour lui apprendre que son père qu'il n'a jamais connu, vient de mourir et lui lègue une fortune colossale. Alors que Lucie est gravement blessée dans un accident de voiture, c'est une autre femme que Jonathan découvre à la place de la sienne en arrivant à l'hôpital. Une femme d'une incroyable beauté (Audrey Fleurot), devenue mutique et paralysée partiellement des membres, séquelles de l'accident. Elle possède dans son sac à mains les papiers d'identité prouvant qu'elle est bel et bien la femme de Jonathan.
Jonathan découvre qu'il existe une grande propriété à son nom et celui de Lucie dans un village situé dans le Vaucluse. En arrivant au village, il découvre que tout le monde le connaît et attendait son arrivée avec impatience tellement Lucie avait parlé de lui.
Celui-ci décide de ramener la femme dans cette grande demeure afin de comprendre ce qu'est devenue Lucie, et entreprend sa rééducation.
Puis il reçoit la visite de la sœur de Lucie qui ressemble physiquement comme deux gouttes d'eau à sa femme. Il l'empêche de la voir sous de fallacieux prétextes pour l’empêcher de découvrir la supercherie. En lui montrant une photo de la paralysée, il apprend qu'elle s'appelle Clara, ancien professeur de Lucie, et probablement amante à l'époque du lycée.
Jonathan commence à suspecter Clara et Lucie d'avoir voulu le supprimer, et de faire disparaître son corps dans la chape de béton à couler sous un billard (un peu plus tard, Jonathan trouvera dans cette cave le cadavre congelé de Lucie).
Les flashbacks de Clara de plus en plus précis montrent les deux femmes et un homme tentant de les tuer toutes deux. Clara s'échappe, s'enfuit en voiture, mais c'est en évitant un autre véhicule venant à contre-sens qu'elle part en tonneaux.
Cet homme était-il Jonathan ? D'autant que celui-ci est suspecté par la gendarmerie d'avoir voulu tuer son épouse ; interrogée, Clara protège Jonathan : une relation amoureuse commence à s'installer entre eux. Lors du rendez-vous avec les financiers pour le virement du legs, Jonathan apprend que le notaire Farelli connaissait bien son père, et qu'en conséquence il ne pouvait que savoir pour la fortune donnée en héritage.
Jonathan retourne précipitamment à leur domicile où Farelli, venu rappeler ses engagements à Clara, prend le dessus pendant la bagarre. Farelli traîne Jonathan inconscient avec l'intention de l'ensevelir avec Lucie dans la cave.

## Fiche technique
- Scénario : Antoine Lacomblez, d'après le roman homonyme de Pierre Boileau et Thomas Narcejac, paru en 1972.
- Pays :  France
- Durée : 90 minutes
- Diffusion : France 3 le 7 juin 2011 et 9 février 2013, Chérie 25 le 08 mars 2023

## Distribution
- Bruno Debrandt : Jonathan Hopkins
- Audrey Fleurot : Clara
- Marie Denarnaud : Lucie/Chloé
- Christian Rauth : maître Farelli
- Christiane Conil : Mme Vautier
- Frédéric van den Driessche : le docteur Mallory
- Laurent Bateau : adjudant-chef Blandin
- Serge Dupire : Mr Patrick
- Clotilde Baudon : Babette
- Francine Eymerie : Mme Hopkins
- David Marchal : l'avocat
- Edmonde Franchi : Mme Fougeard
- Évelyne Dandry : Mme Verneuil
- Geoffrey Bateman : Greenfield
- Éric Pecout : le maçon

## Prix
- 2011 : Prix Polar du meilleur film français de télévision au Festival « Polar » de Cognac